# Frankwalt Möhren
Frankwalt Möhren (* 1942) ist ein deutscher Romanist, Sprachwissenschaftler und Hochschullehrer.

## Leben und Wirken
Frankwalt Möhren studierte von 1963 bis 1968 Romanistik und Anglistik an der Universität Heidelberg. Von 1968 bis 1975 arbeitete er als wissenschaftlicher Assistent an der Universität Laval in Québec und promovierte dort 1975 zum „Docteur ès lettres“. Von 1975 bis 1985 war er dann als wissenschaftlicher Assistent an der Universität Heidelberg tätig, wo er sich 1983 für Romanistik und Sprachwissenschaft habilitierte. Seit 1985 lehrte er dort als Privatdozent, später als Professor und war außerdem wissenschaftlicher Mitarbeiter der Heidelberger Akademie der Wissenschaften. 1989/90 hatte er eine Gastprofessur an der Universität Düsseldorf inne und 2004 an der École nationale des Chartes in Paris.
Möhren beschäftigt sich vor allem mit der Historischen Linguistik und der Lexikographie. Besonders hervorzuheben ist seine bedeutsame Mitarbeit am vielbändigen „Dictionnaire étymologique de l'ancien français“.
2011 bzw. 2018 wurde er auswärtiges Mitglied der Académie des Inscriptions et Belles-Lettres.

## Veröffentlichungen (Auswahl)
- Dictionnaire étymologique de l'ancien français (anfangs bearbeitet von Kurt Baldinger). de Gruyter, Berlin 1971–2021 (in zahlreichen Teilen u. Fortsetzungen), ISBN 0-7746-6665-X u. a.
- Le renforcement affectif de la négation par l'expression d'une valeur minimale en ancien français (= Beihefte zur Zeitschrift für romanische Philologie, Bd. 175). Niemeyer, Tübingen 1980, ISBN 3-484-52081-7 (= Dissertation Universität Laval).
- Zur Datenforschung. In: Otto Winkelmann/Maria Braisch (Hrsg.): Festschrift für Johannes Hubschmid zum 65. Geburtstag. Beiträge zur allgemeinen, indogermanischen und romanischen Sprachwissenschaft. Francke, Bern 1982, S. 691–704, ISBN 3-7720-1562-X-
- Wort- und sprachgeschichtliche Untersuchungen an französischen landwirtschaftlichen Texten, 13., 14. und 18. Jahrhundert. Seneschaucie, Menagier, Encyclopédie (= Beihefte zur Zeitschrift für romanische Philologie, Bd. 197). Niemeyer, Tübingen 1986, ISBN 3-484-52197-X (= Habilitationsschrift Universität Heidelberg).
- Die materielle Bibliographie der Encyclopédie. Originale und Raubdrucke. In: Dietrich Harth/Martin Raether (Hrsg.): Denis Diderot oder die Ambivalenz der Aufklärung. Königshausen + Neumann, Würzburg 1987, S. 63–89, ISBN 3-88479-277-6.
- Wie gut konnte der Cruscante Francesco Redi Altitalienisch? Oder: Müssen Wörterbücher Tertiärliteratur bleiben? In: Italienische Studien, Bd. 11 (1988), S. 93–113.
- Kreuzzugsvokabular: exotisches Dekorum oder kulturelle Übernahme? In: Mechtild Bierbach (Hrsg.): Kulturelle und sprachliche Entlehnung: Die Assimilierung des Fremden (= Abhandlungen zur Sprache und Literatur, Bd. 123). Romanistischer Verlag, Bonn 1999, S. 104–118, ISBN 3-86143-094-0.
- Bilanz und Perspektiven. In: Thomas Städtler (Hrsg.): Wissenschaftliche Lexikographie im deutschsprachigen Raum. Winter, Heidelberg 2003, S. 33–47, ISBN 3-8253-1526-6.
- Englisch standard. Ein Beispiel französisch-englischer Wort- und Sachgeschichte. In: Wolfgang Dahmen (Hrsg.): Englisch und Romanisch. Narr, Tübingen 2005, S. 53–75, ISBN 3-8233-6133-3.
- Wissenschaftliche Lexikographie und der tiefere Sinn. In: Ditte Bandini (Hrsg.): Früchte vom Baum des Wissens. Winter, Heidelberg 2009, S. 85–96, ISBN 978-3-8253-5547-0.
- (Mithrsg. u. Mitkommentor): Guillaume de Digulleville / Le pelerinage de vie humaine. Zwei Bände. Wissenschaftliche Buchgesellschaft, Darmstadt 2013, ISBN 978-3-534-24042-5.
- Il libro de la cocina. Un ricettario tra Oriente e Occidente. University Publishing, Heidelberg 2016, ISBN 978-3-946054-13-9.

Festschrift
- Stephen Dörr/Thomas Städtler (Hrsg.): Ki bien voldreit raisun entendre. Mélanges en l’honneur du 70e anniversaire de Frankwalt Möhren (= Bibliothèque de Linguistique Romane 9). Éditions de linguistique et de philologie, Strasbourg 2012, ISBN 978-2-9518355-9-7.